# Puiggaria antennata
Puiggaria antennata är en insektsart som beskrevs av Bolívar, I. 1887. Puiggaria antennata ingår i släktet Puiggaria och familjen torngräshoppor. Inga underarter finns listade i Catalogue of Life.